# Новосергеевка (Запорожская область)
Новосергеевка (укр. Новосергіївка) — село,
Марьевский сельский совет,
Запорожский район,
Запорожская область,
Украина.
Код КОАТУУ — 2322185702. Население по переписи 2001 года составляло 173 человека.

## Географическое положение
Село Новосергеевка находится в 1,5 км от правого берега реки Нижняя Хортица,
в 2,5 км от села Уделенское.

## История
- 1951 год — дата основания.